# Ronssoy
Ronssoy – miejscowość i gmina we Francji, w regionie Hauts-de-France, w departamencie Somma.
Według danych na rok 2011 gminę zamieszkiwało 577 osób, a gęstość zaludnienia wynosiła 77 osób/km² (wśród 2293 gmin Pikardii Ronssoy plasuje się na 450. miejscu pod względem liczby ludności, natomiast pod względem powierzchni na miejscu 646.).